# Uintacrinus
Uintacrinus is een geslacht van uitgestorven zeelelies, dat leefde tijdens het Laat-Krijt.

## Beschrijving
Deze steelloze zeelelie had een grote, bolvormige kelk, die was samengesteld uit een grote hoeveelheid plaatjes. De armbases waren bevestigd aan de kelk, de zeer dunne en erg lange armen konden wel tot 125 cm lang worden. De normale kelkdiameter bedroeg ongeveer 4,5 cm.

## Leefwijze
Dit geslacht bewoonde open zeeën, ingegraven op modderige zeebodems. Voedsel, dat bestond uit planktonische organismen, werd vergaard met behulp van de armen.